# Bankhaus Rautenschlein
Die Bankhaus Rautenschlein AG ist eine Privatbank mit Sitz im niedersächsischen Schöningen, Landkreis Helmstedt. Die Bank ist Mitglied im Bundesverband deutscher Banken e.V. sowie dessen Einlagensicherungsfonds.

## Geschäftsfelder
Die Bankhaus Rautenschlein AG hat sich als Spezialbank auf die Betreuung von Gewerbetreibenden aus dem Agrar- und Landwirtschaftssektor ausgerichtet. Neben speziellen Dienstleistungen  (z. B. Vorfinanzierung des Produktions- und Absatzprozesses) bietet sie dieser Kundengruppe auch Produkte einer Universalbank (z. B. Kontoführung, Zahlungsverkehr) an.
Der regionale Schwerpunkt liegt dabei auf den Bundesländern Niedersachsen, Sachsen-Anhalt, Brandenburg, Sachsen und Mecklenburg-Vorpommern.

## Geschichte
Im Jahr 1899 wurde von Otto Rautenschlein eine Firma für Agrarhandel und Bankgeschäfte in Schöningen (damals Herzogtum Braunschweig) gegründet. Im Laufe der Zeit entwickelte sich der Landhandel zum Schwerpunkt der unternehmerischen Tätigkeit. Im Jahr 1975 erfolgte die Umwandlung der Firma in eine Kommanditgesellschaft.
In Folge der deutschen Wiedervereinigung und der Lage der Bank im ehemaligen Zonenrandgebiet konnte das Bankgeschäft durch Kreditvergaben an Landwirte jenseits der ehemaligen innerdeutschen Grenze stetig ausgebaut werden.
Im Jahr 1995 wurde die Gesellschaft in die Otto Rautenschlein GmbH umfirmiert.
2008 wurden schließlich Landhandel und Bankgeschäft betrieblich getrennt: Der Landhandel wurde auf die neugegründete Otto Rautenschlein Landhandel GmbH ausgegliedert, während die Otto Rautenschlein GmbH in Bankhaus Rautenschlein GmbH umfirmiert wurde und seitdem nur noch das reine Bankgeschäft betreibt.
Im Jahr 2017 wurde schließlich die Rechtsform der Aktiengesellschaft angenommen und die Gesellschaft in den heutigen Namen Bankhaus Rautenschlein AG umfirmiert.

## Technik
Die Bankhaus Rautenschlein AG ist dem genossenschaftlichen Rechenzentrum der Atruvia angeschlossen und nutzt als Kernbankensystem deren Software agree21.